# SkoDa
SkoDa eller Skolernes Databaseservice var en informationsdatabase drevet af UNI-C, og underlagt Styrelsen for IT og læring under Ministeriet for børn, undervisning og ligestilling.
SkoDa tilbød en abonnementservice, hvorved lærere og elever kunne få adgang til en række databaser.
SkoDa blev lukket 31. december 2018.

## Databaser, der kunne tilgås gennem SkoDa
- Infomedia
- Sermitsiaq (i samarbejde med ATTAT
- Atuagagdliutit (i samarbejde med ATTAT)
- Polfoto
- Britannica Online
  - Britannica Image Quest
  - Britannica School
- Experian KOB
- Faktalink (udgives af DBC A/S og iBureauet)
- Forfatterweb (udgives af DBC A/S og iBureauet)
- Gale- Student Resources in Context
- Litteraturtolkninger (en base på netpunkt.dk og drevet af DBC A/S)
- Navne & Numre Erhverv
- Orbis (leveres af Bureau van Dijk)

| Internet | Spire Denne internet-relaterede artikel er en spire som bør udbygges. Du er velkommen til at hjælpe Wikipedia ved at udvide den. |